# Lapeirousia
Lapeirousia é um género botânico pertencente à família Iridaceae.